# Douglas López
Douglas Andrey López Araya (Atenas, Alajuela, Costa Rica, 21 de septiembre de 1998) es un futbolista costarricense que juega como mediocentro defensivo en el Club Sport Cartaginés de la Primera División de Costa Rica.

## Trayectoria

### Santos de Guápiles
Hizo su debut el 22 de julio de 2018 contra el Deportivo Saprissa en el primer partido del Torneo de Apertura, actuando los últimos seis minutos tras ingresar de cambio por Edder Solórzano en la derrota santista por 2-1. En esta misma campaña anotó su primer gol el 5 de septiembre que significó la victoria 1-0 sobre Pérez Zeledón.
El 30 de octubre de 2021, el presidente santista Rafael Arias declaró que llegó a un acuerdo para el traspaso de López al Herediano.

## Selección nacional
Su debut como internacional absoluto se dio el 30 de marzo de 2022, en el último encuentro eliminatorio hacia la Copa del Mundo que enfrentó al combinado de Estados Unidos en el Estadio Nacional, jugando los últimos veintidós minutos de la victoria por 2-0.

## Clubes
| Club                  | País       | Año           |
| --------------------- | ---------- | ------------- |
| Santos de Guápiles    | Costa Rica | 2018-2022     |
| Club Sport Herediano  | Costa Rica | 2022-2023     |
| Club Sport Cartaginés | Costa Rica | 2023-presente |

## Palmarés

### Títulos nacionales
| Título                  | Club           | País       | Año  |
| ----------------------- | -------------- | ---------- | ---- |
| Supercopa de Costa Rica | C. S Herediano | Costa Rica | 2022 |